# Белявский, Егор Васильевич
Егор Васильевич Белявский (14 (26) апреля 1838—1 (14) декабря 1903) — русский педагог-словесник.

## Биография
Родился в 1838 году в относительно небогатой семье. Окончив в 1861 году кандидатом историко-филологический факультет Императорского Московского университета, как «казённокоштный студент», он был направлен на «Педагогические курсы» по русскому языку при 2-й московской гимназии, где его учителями стали филологи Ф. И. Буслаев и Н. С. Тихонравов.
В 1862—1864 годах он преподавал словесность во 2-й военной гимназии, а затем русский язык в младших классах 1-й московской гимназии. Как впоследствии вспоминал Белявский: 

в то время положение учителя русского языка в старших классах гимназии считалось весьма почетным, вообще звание «старшего учителя» тогда почиталось, но особенно имело значение положение старшего учителя русского языка. Этот предмет считался в то время безусловно главным в гимназии. Это была первая скрипка в оркестре педагогической корпорации; считалось, что на этом предмете главным образом ученики получают свое образование и патриотическое воспитание. Для это, конечно, были и есть свои серьёзные основания. Поэтому получить в Москве место учителя русского языка и словесности было нелегко, вакансии эти открывались редко
Такую должность ему удалось получить в 1864 году в Тверской гимназии, а через полгода он получил место преподавателя словесности в только что открытой 5-й московской гимназии, где оставался до 1883 года. В это время на основе собственных уроков им было подготовлено несколько учебных пособий; в 1869 году была напечатана его «Теория словесности», выдержавшая до 1900 года восемь изданий; в 1875 году — «Этимология древнего церковнославянского и русского языка, сближенная с этимологией языков греческого и латинского» (9-е изд., доп. — URSS, 2009. — 224 с. — ISBN 978-5-397-00494-7); в 1881 году — «Метод ведения сочинений в старших классах гимназий с приложением тем и сочинений». Его учениками были Владимир Соловьёв, Николай Кареев, Сергей Корсаков, братья Самарины. В 1870-х годах он сотрудничал в «Филологических записках».
Также Белявский преподавал в Московском коммерческом училище.
В 1878 году он серьёзно заболел и для окончательной поправки здоровья отправился на Рижское взморье. На московского педагога произвели сильнейшее впечатление аккуратность и воспитанность местных жителей. Здесь Е. В. Белявский сделал предложение Анне Карум, дочери хозяйки пансиона, в котором он останавливался. Вот как он сам описывал это событие:

Русская девушка, вступая в жизнь, часто вполне осваивается со своим положением и делается прекрасной хозяйкой, умеющей создать хороший домашний очаг. Но это по инстинкту только, а не по воспитанию. Человеку с ограниченными средствами, как учитель гимназии, страшно жениться на нашей, воспитанной в данных условиях, девушке. Одним словом, при помощи немецкого словаря я сделал предложение красивой и изящной дочери хозяйки, которое было принято, и свадьба назначена на 10 октября.
Вступив в брак, он стал искать более высокооплачиваемую педагогическую должность, и 1883 году супруги переехали в Тверь, где Белявский получил место инспектора Тверской гимназии. Свои отпуска Белявский теперь проводил на Рижском взморье, где познакомился с попечителем Дерптского учебного округа М. Н. Капустиным, который предложил ему в 1886 году место директора Рижской Александровской гимназии, которое Белявский занимал до 1902 года. Эта гимназия была открыта в 1869 году по инициативе русского населения Риги. Среди её учеников были русские, латыши, поляки, евреи. В ней, в частности, учился племянник Белявского, Леонид Сергеевич Карум, будущий муж Варвары Афанасьевны Булгаковой, ставший вместе с ней одними из прототипов героев романа М. Булгакова «Белая гвардия».
Е. В. Белявский собирался выйти в отставку по достижении 40-летнего стажа, перебраться в Санкт-Петербург и на старости лет поработать цензором. На эту должность его устроил бывший ученик князь Н. В. Шаховской, ставший начальником Главного управления по делам печати. Е. В. Белявский писал:

В предстоящей перемене службы меня сильно ободряло то, что буду на ней иметь дело с литературой, которой, в качестве преподавателя словесности, занимался все время своей службы, ободряло и то, что предшественниками моими по должности члена совета означенного управления были такие лица, как знаменитый романист И. А. Гончаров, поэты Тютчев и Майков.
Назначение состоялось 1 февраля 1902 года. Однако проявить себя всесторонне в должности цензора Белявский не смог, поскольку вскоре скончался.
Похоронен на Новодевичьем кладбище в Санкт-Петербурге.
В 1905 году были напечатаны его «Педагогические воспоминания: 1861—1902 гг.» (М.: ред. журнала «Вестник воспитания», 1905).